# Elezioni parlamentari in Austria del 1945
Le elezioni parlamentari in Austria del 1945 si tennero il 25 novembre per il rinnovo del Nationalrat; si trattò delle prime elezioni della Seconda Repubblica.
In seguito all'esito elettorale, Leopold Figl, espressione del Partito Popolare Austriaco, divenne Cancelliere: nacque così il Governo Figl I.

## Contesto
Le elezioni del 1945 furono le prime consultazioni dopo il crollo del nazionalsocialismo e, allo stesso tempo, le prime elezioni democratiche dopo il colpo di stato perpetrato nel 1933 dal cancelliere Engelbert Dollfuß, passato alla storia come "l'autoesclusione del parlamento".
Con il ristabilimento di uno stato austriaco indipendente alla fine di aprile 1945, il socialdemocratico Karl Renner fu inizialmente installato dalle forze di occupazione come cancelliere di un governo provvisorio di stato composto da SPÖ, ÖVP e KPÖ. Il partito nazista austriaco fu bandito dalla legge sul proibizionismo immediatamente dopo la guerra e quindi non fu più autorizzato a presentarsi alle elezioni. Circa 800.000 ex membri del NSDAP non avevano diritto al voto nelle prime elezioni del Consiglio Nazionale del 1945. Molti uomini che avevano effettivamente diritto al voto non erano ancora tornati in Austria dai campi di prigionia. Le donne costituivano la maggioranza dei votanti .
A livello nazionale, le forze di occupazione avevano permesso di votare solo a ÖVP, SPÖ e KPÖ; solo nella zona di occupazione britannica fu permesso anche il Partito Democratico d'Austria (DPÖ) come gruppo elettorale in Carinzia. Lo stesso giorno delle elezioni del Consiglio Nazionale, si tennero le elezioni statali nei nove stati federali.
Dei 215 deputati del Consiglio nazionale e del Consiglio federale, 118 erano anche ex prigionieri politici o combattenti della resistenza. Ad esempio, dei 76 deputati del Consiglio nazionale del gruppo parlamentare SPÖ, 67 erano stati vittime di persecuzioni politiche negli anni dal 1933 al 1945.

## Risultati
| Liste                         | Voti      | %     | Seggi |
| ----------------------------- | --------- | ----- | ----- |
| Partito Popolare Austriaco    | 1 602 227 | 49,80 | 85    |
| Partito Socialista d'Austria  | 1 434 898 | 44,60 | 76    |
| Partito Comunista d'Austria   | 174 257   | 5,42  | 4     |
| Partito Democratico d'Austria | 5 972     | 0,19  | –     |
| Totale                        | 3 217 354 | 100   | 165   |